# Rio New
O Rio New está localizado na Paróquia de Ascension. Sua fonte está perto do Rio Mississipi, em Geismar, Luisiana, onde os dois rios já foram ligados. Antes que os diques foram construídos para conter o Rio Mississipi, o Rio New foi uma distributario e um rio muito maior do que é hoje.
Rio New drena grande parte do leste da Paróquia de Ascension, e é parte do Lago Maurepas.